# Ain't That a Lot of Love
(Ain't That) a Lot of Love is een nummer uit 1966, geschreven door Homer Banks en Willia Dean Parker. Banks bracht het nummer uit onder de naam A Lot of Love. In 1999 bracht de Britse band Simply Red een dansbare cover van het nummer uit, als eerste single van hun zevende studioalbum Love and the Russian Winter.
De versie van Homer Banks werd nergens een hit. De versie van Simply Red werd daarentegen een bescheiden hit in Europa. Het haalde de 14e positie in het Verenigd Koninkrijk. In de Nederlandse Top 40 bereikte het de 36e positie, en in de Vlaamse Ultratop 50 de 48e.